# 林月雲
林 月雲（りん げつうん、英字表記：Lim Goat-hun、1915年9月8日 - 1992年6月19日）は、日本統治時代の台湾の陸上競技選手。日本女子体育専門学校卒。オリンピック日本代表の候補に2度選出され、もし出場が実現していれば、台湾初の女子オリンピック選手となる選手であった。

## 経歴
1915年（大正4年）、日本統治時代の台湾の台中州彰化郡和美庄（現・彰化県和美鎮）柑子井に生まれる。彰化女子公学校を卒業後、彰化高等女学校（現・国立彰化女子高級中学）に進学する。1931年（昭和6年）彰化高女在学中、台湾籍の女性として初めて明治神宮体育大会（第6回）に出場し、三段跳で2位に入賞した。1933年（昭和8年）の第7回明治神宮体育大会では三段跳で優勝、100mで12秒5、走幅跳で5m39と2種目で台湾記録を樹立した。
1933年（昭和8年）、日本女子体育専門学校（体専、現・日本女子体育大学）に進学する。体専では三段跳・100m・走幅跳に加え、80メートルハードルでも活躍する。1934年（昭和9年）、体専の先輩である石津光恵とともに第4回国際女子競技大会の日本代表候補に選ばれるが、2人とも自ら参加を辞退した。辞退した理由は不明である。1935年（昭和10年）11月20日、日本陸上競技連盟はベルリンオリンピックの日本代表女子候補20人を発表し、体専では同期の広橋百合子、後輩の三井美代子とともに選出された。校長の二階堂トクヨは候補選手のための「ドイツ部屋」を寄宿舎内に設けて練習に専念できる環境を整えた。林は練習に専念するため、生まれて初めて台湾に帰らず、東京で年越しした。林は広橋・三井といつも3人で行動し、台湾なまりの日本語でお茶目な広橋と話している光景はさながら漫才の掛け合いのようであったと読売新聞が報じている。1936年（昭和11年）に体専を卒業してオリンピック出場を目指したが、病気のため選考会で落選し、出場権を逃した。選考会の80mハードルの成績は、選手に選ばれた三井と0.1秒差であった。
その後、台湾に戻り、教師となった。1937年（昭和12年）に1940年東京オリンピックの代表候補に選出されたものの、第二次世界大戦が勃発して大会そのものが消滅し、再度オリンピック出場の機会を逃した。
1945年（昭和20年）に結婚し、2男1女の母となった。中華民国政府の統治下となった台湾では、戦前の林の記録を中華民国記録として公認し、この記録は長い間破られることがなかった。